# Váruna
Véase también Varuna (desambiguación).

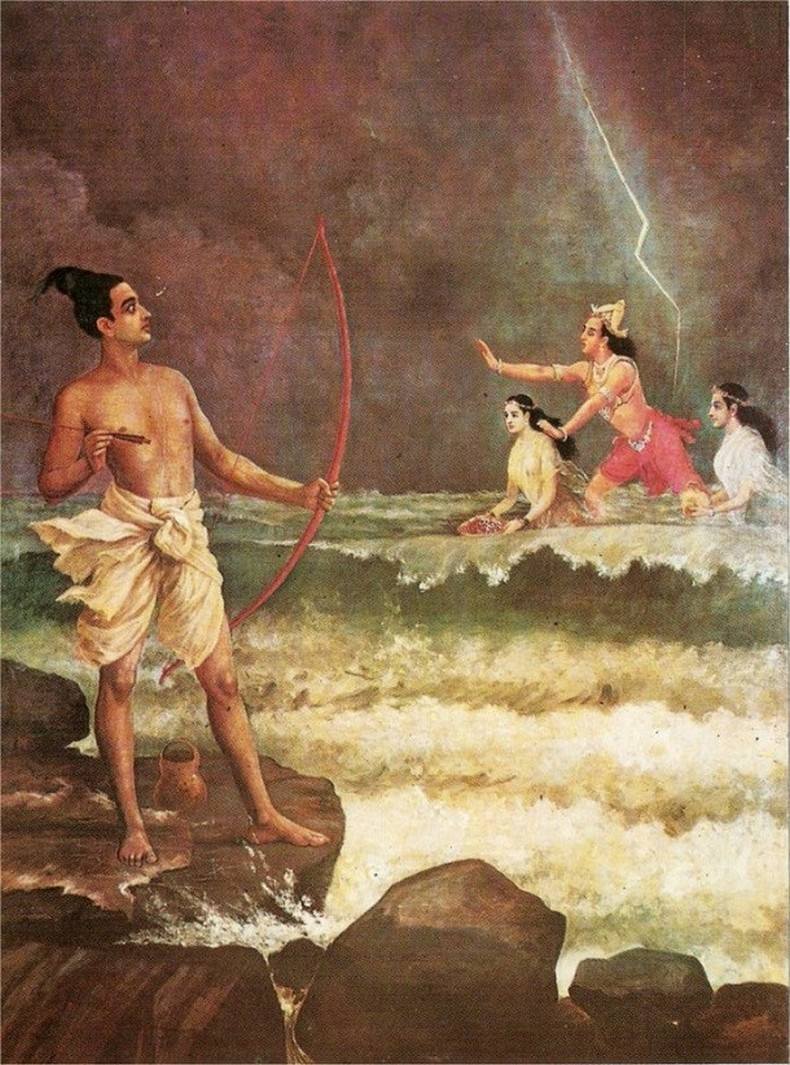
A flechazos, el rey-dios Rāma obliga al dios Váruna a salir del mar.

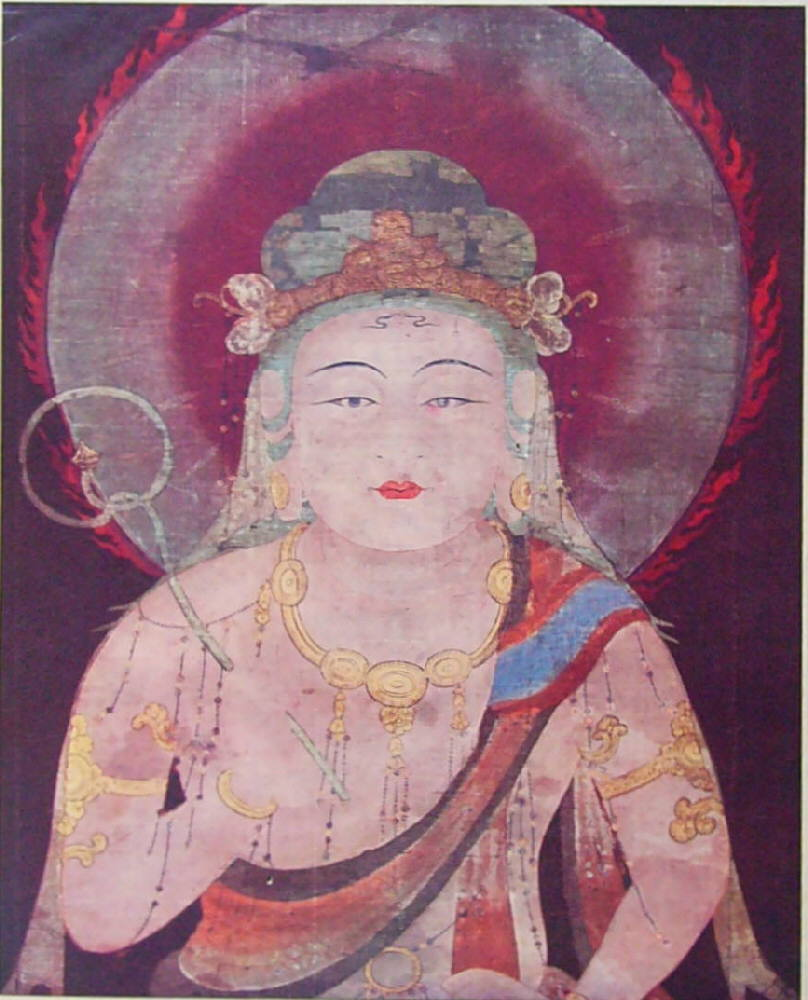
Sui Ten, uno de los doce devas principales (versión japonesa del dios Váruna), acuarela sobre seda, 144 × 127 cm, Museo Nacional de Kyoto (Japón).

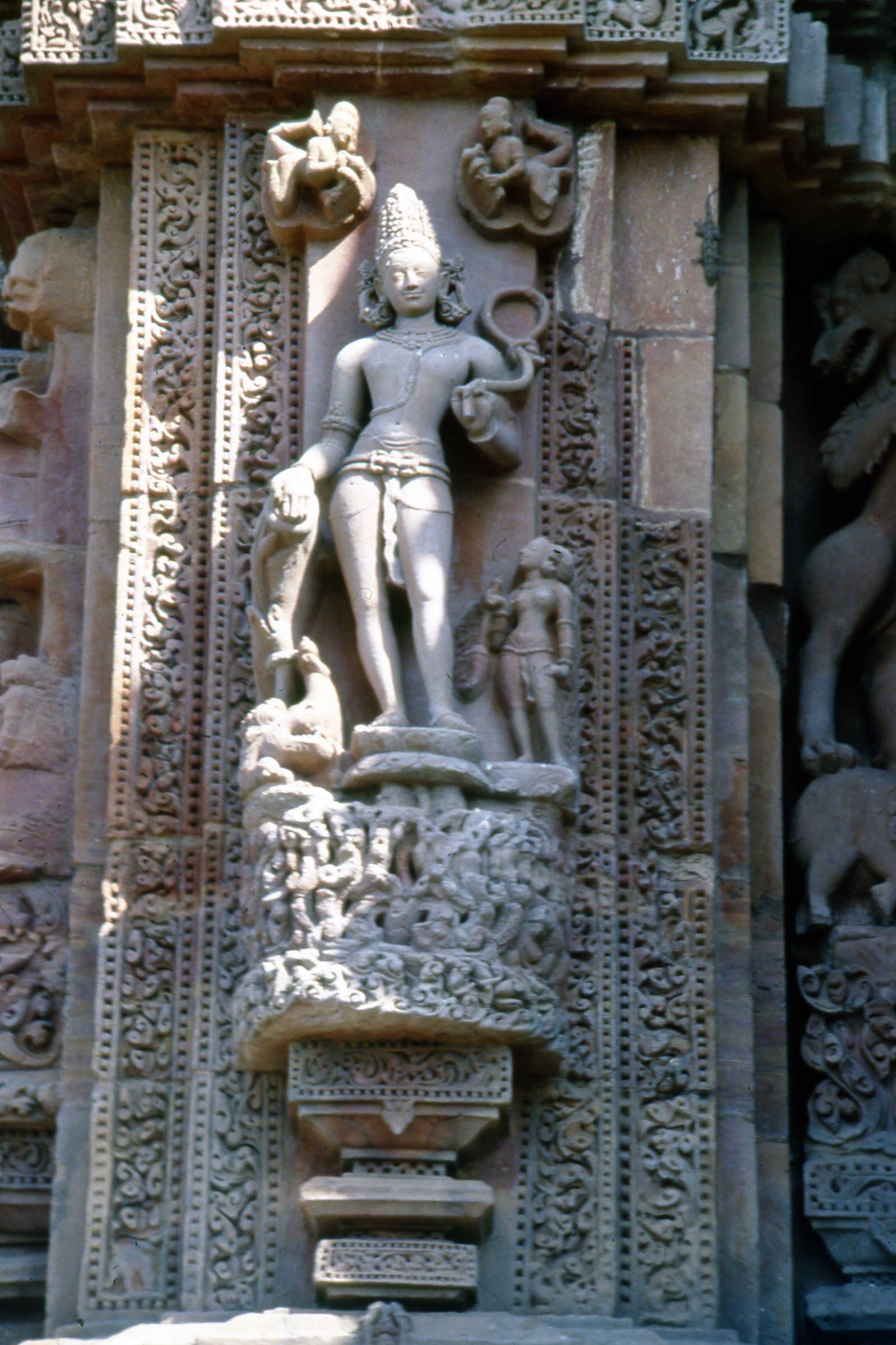
Escultura de Váruna en el templo Rajarani en Orissa India

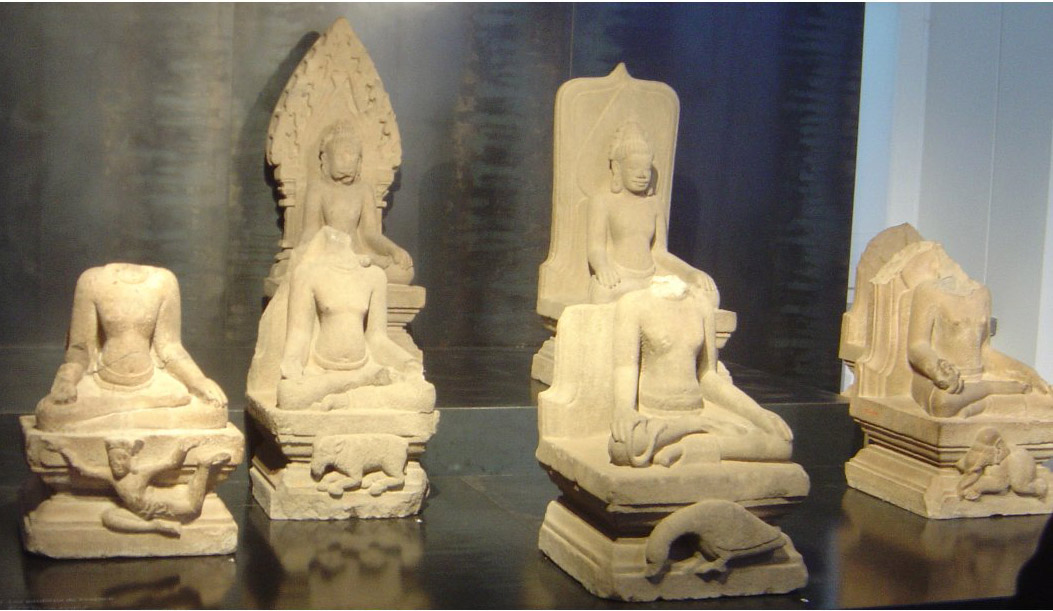
Estatua de Váruna del siglo X, en la cultura champa (civilización hinduista en Vietnam). Arriba: Kúvera e Īśāna; abajo: Nairrita, Agní, Váruna e Indra.

Váruna (en sánscrito: वरुण, Váruṇa, malayo: Baruna) es un dios védico de la ley natural y moral, asociado inicialmente con el cielo y más tarde también con los mares así como con Ṛta (justicia) y Satya (verdad).
Se le encuentra en el estrato más antiguo de la literatura védica del hinduismo, como en el himno 7.86 del Rigveda. También es mencionado en la obra de gramática tamil Tolkāppiyam, como Kadalon, dios del mar y la lluvia. También se dice que es hijo de Kashiapa, uno de los saptarshis (siete sabios).
En el marco del hinduismo, Váruna es el dios del océano.
- váruṇa, en el sistema AITS (alfabeto internacional para la transliteración del sánscrito).
- वरुण, en escritura devanagari del sánscrito.
- Pronunciación: [váruna].[6]
- Etimología: ‘el [cielo] que todo lo envuelve’; proviene de vara: lo que envuelve, circunferencia, espacio.[6]

Váruna parece ser un dios de origen indoeuropeo. En un tratado celebrado en el siglo XIV a. C. entre hititas y mitanis, se le menciona junto a Mitra y otras divinidades como uno de los garantes del acuerdo. En la religión védica primitiva (previa al hinduismo), Váruna era un dios principal, uno de los Aditias. Era uno de los dioses hindúes más importantes: el jefe de los asuras, según se menciona en el Rig-veda (mediados del II milenio a. C.).
Se le consideraba un dios del cielo o dios de la lluvia, en un aspecto más o menos negativo, ya que formaba el caos del cielo, creando lluvias, tormentas, rayos y truenos.
Váruna también regía el reino de los muertos.
Su consorte era la diosa Varuni o Varunani. El nombre de la diosa, mera derivación del propio nombre de Váruna, se ha interpretado en ocasiones[cita requerida] como indicio de un estrato evolutivo en el panteón védico en el que las divinidades femeninas no tenían un papel relevante dentro un panteón eminentemente masculino.
Siempre iba acompañado de su hermano gemelo Mitra (‘amigo’), que era el Dios Sol del alba, de la amistad. Ambos eran los dioses del juramento y los contratos.
Juntos representaban al día completo: Váruna era la noche y lo oscuro, mientras que Mitra era el día, la mañana y la luz solar. Es por ello que ambos representaban la ley, con sus dos caras.
El Átharva-veda describe a Váruna como omnisapiente, capaz de detectar cualquier mentira. Las estrellas son sus espías de mil ojos, vigilando cada movimiento de los hombres.
Mientras Mitra vigilaba que se cumplieran las promesas, los juramentos, los contratos, y la honestidad en la amistad y en todas las relaciones, Váruna hacía lo propio en su ámbito, pero de manera belicosa, tanto en el cielo como en la inmensidad de las profundidades.
Váruna era el regente de la noche «es a veces visible a la mirada de sus adoradores»; habita en una casa con mil puertas, de forma que es siempre accesible a los nombres. Se dice que tiene una excelente vista, pues conoce cuanto ocurre en el corazón de los hombres. Es el rey de los dioses y hombres; es poderoso y temible: nadie puede resistir su autoridad. «Es el soberano regente del universo», «es el que hace que brille el sol en el cielo; los vientos que soplan no son más que su aliento; él ha vaciado los cauces de los ríos, que fluyen obedeciendo a sus mandatos y ha hecho la profundidad de los mares».

## En el hinduismo

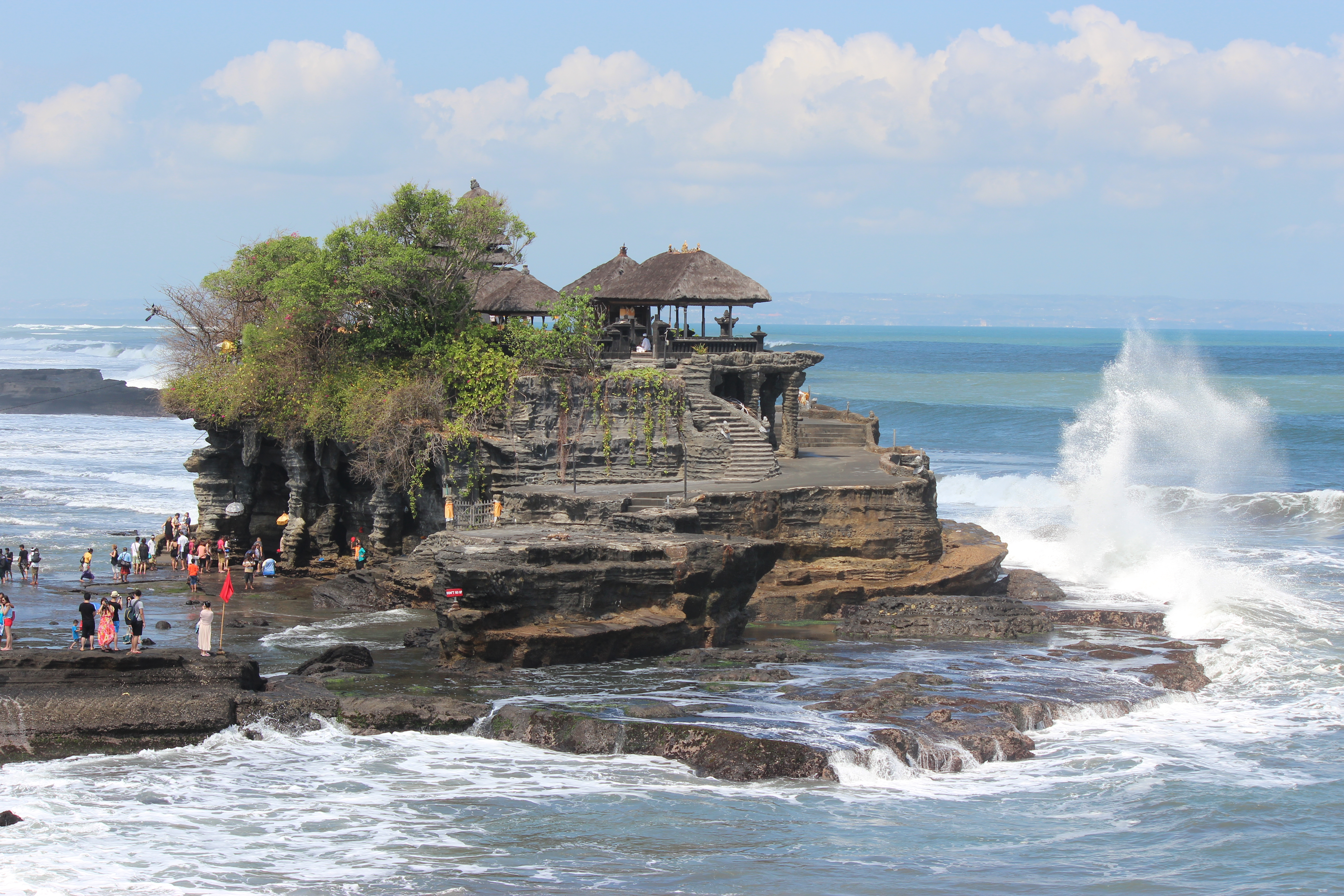
Templo de Tanah Lot (de la tierra en el mar) dedicado a Váruna en Bali.

En la época puránica, Váruna pasó a ser el dios del mar, un semidiós secundario. Su vajana (vahana: ‘vehículo’) era un ser que a menudo es representado con una forma similar a la de un cocodrilo, llamado Makara.
Según el texto épico Rámaiana, Váruna era dueño de Saumanasá, el elefante del Oeste (entre los cuatro elefantes que sostienen el universo).

## Relación con el zoroastrismo
Un consenso académico en el zorastrismo identifica una conexión en el origen de la deidad Ahura Mazda con los  prototípicos dioses Vouruna (Varuna) y Mitra, pero no hay un consenso establecido sobre si Ahura Mazda es uno de los dos, o un sincretismo de los dos juntos, o incluso uno superior a ambos.